# Distrito de San Lorenzo de Maroni

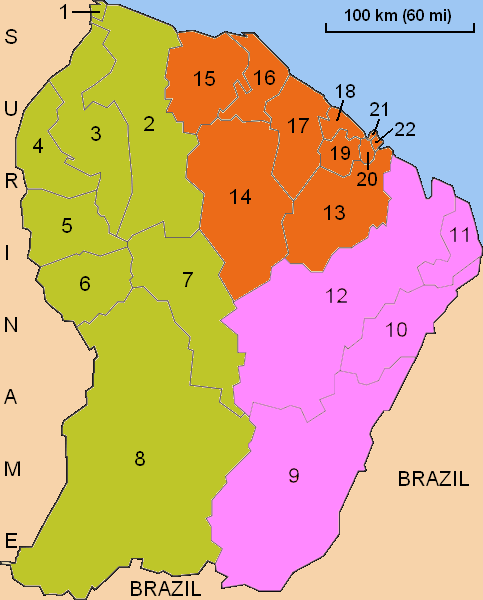
Localización del Distrito de Saint-Laurent-du-Maroni (a la izquierda en color verde).

El distrito de San Lorenzo de Maroni (en francés arrondissement de Saint-Laurent-du-Maroni) es un distrito de Francia, que se localiza en la región de la Guayana Francesa. Cuenta con 8 comunas.

## División territorial

### Comunas
| 1. Apatou (97360)      | 2. Awala-Yalimapo (97361) | 3. Grand-Santi (97357)             | 4. Maná (97306) |
| 5. Maripasoula (97353) | 6. Papaïchton (97362)     | 7. Saint-Laurent-du-Maroni (97311) | 8. Saül (97352) |

### Secciones electorales
Desde 2015, el distrito de Saint-Laurent-du-Maroni se divide en tres secciones electorales:
- Alto Maroni
- Bajo Mana
- San Lorenzo de Maroni

#### Cantones
El 31 de diciembre de 2015, los cantones de Guayana Francesa fueron suprimido, en aplicación de la Ley n.º 2011-884, de 27 de julio de 2011, relativa a las colectividades de Guayana Francesa y Martinica; y específicamente de su artículo 8.º, apartado L558-3.
Los cantones del distrito de Saint-Laurent-du-Maroni eran:
1. Mana
2. Maripasoula
3. Saint-Laurent-du-Maroni